# Deutschlandmuseum
Muzeum Niemiec (niem. Deutschlandmuseum) – prywatne interaktywne muzeum poświęcone historii Niemiec, otwarte 17 czerwca 2023 roku przy Leipziger Platz 7, w berlińskiej dzielnicy Mitte. Celem ekspozycji jest przedstawienie 2000 lat historii Niemiec. Muzeum jest otwarte przez cały rok.

## Historia powstania muzeum
Deutschlandmuseum, czyli Muzeum Niemiec, zostało otwarte 17 czerwca 2023 r. Budowa muzeum rozpoczęła się pod koniec 2021 roku. Zespół historyków, twórców rozmaitych gier, grafików, pedagogów, architektów i projektantów opracował wcześniej nową koncepcję muzeum mającą na celu przedstawienie i przekazanie historii w interaktywny i wciągający dla odbiorców sposób.

## Siedziba i projekt muzeum
Za koncepcję muzeum odpowiadali przede wszystkim dyrektor muzeum Robert Rückel – dyrektor-założyciel Muzeum NRD w Berlinie, który prowadzi także Niemieckie Muzeum Szpiegów przy Leipziger Platz i projektant Chris Lange, założyciel Creative Studio Berlin.
Robert Rückel na konferencji prasowej powiedział, że zainspirował się nowo powstałą interaktywną ekspozycją Muzeum Figur Woskowych Madame Tussaud w Berlinie, poświęconą latam 20. XX wieku, za którą odpowiedzialna była agencja projektowa Creative Studio Berlin.
Inne firmy zaangażowane w stworzenie koncepcji i ekspozycji muzeum: Atelier Thilo Krause, Movie Construction, Crossworks Project, a także Werkstatt 4.

## Ekspozycja
Ekspozycja muzeum składająca się z dwóch pięter została zaprojektowana z użyciem technologii 4D (w tym wykorzystanie zapachów, obrazów 3D, dotykowych intalacji), co ma na celu pomóc zwiedzającym podczas godzinnej wycieczki, głębiej zanurzyć się w historyczne dzieje Niemiec od bitwy w Lesie Teutoburskim w IX wieku (przez reformację, wojnę trzydziestoletnią, niemieckich myślicieli oświecenia, drogę do niemieckiego państwa narodowego w XIX wieku, zimną wojnę do zjednoczonia RFN i NRD) po współczesny rozwój Niemiec. Ekspozycja mieści się na 1400 m², łączy w sobie elementy edukacji i parku rozrywki. Podczas zwiedania ekspozycji można poznać ważne daty, postaci i wydarzenia z historii Niemiec. Celem wystawy jest zapewnienie podróży w czasie przez 2000 lat bez potrzeby posiadania przez zwiedzających wcześniejszej wiedzy historycznej.

### Podział czasowy
Stała ekspozycja jest podzielona na 12 najważniejszych epok w dziejach Niemiec:
- Germania (bitwa w Lesie Teutoburskim w IX wieku)
- Wczesne średniowiecze (insygnia cesarskie)
- Rozkwit średniowiecza (zamek rycerski)
- Reformacja (rozwój druku)
- Oświecenie (Immanuel Kant)
- Związek Niemiecki (konfederacja państw niemieckich i wolnych miast)
- Cesarstwo Niemieckie
- Republika Weimarska
- Narodowy socjalizm
- Okupacja aliancka Niemiec
- Podział Niemiec na RFN i NRD
- Zjednoczenie Niemiec (S-Bahn)[8]

## Galeria

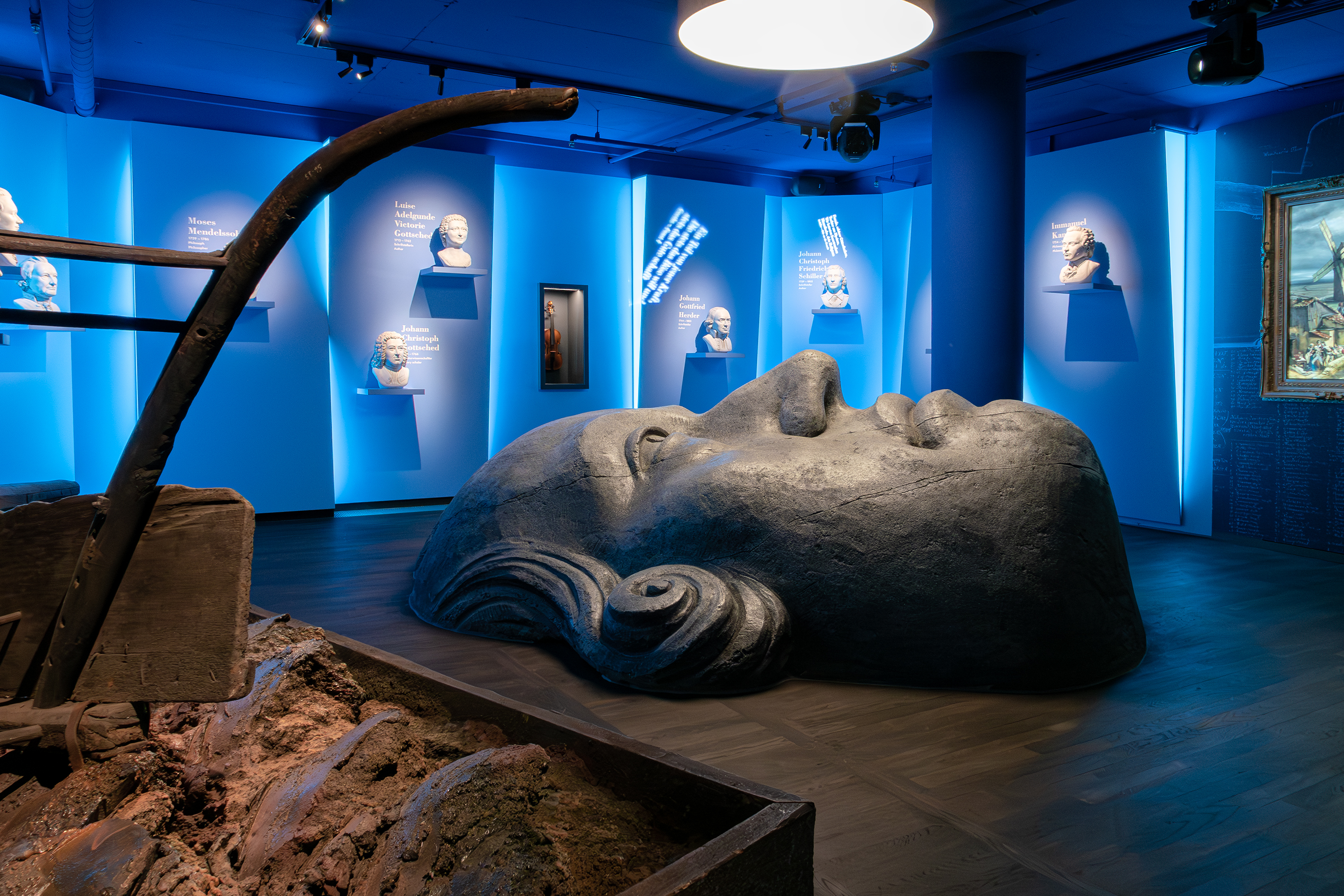
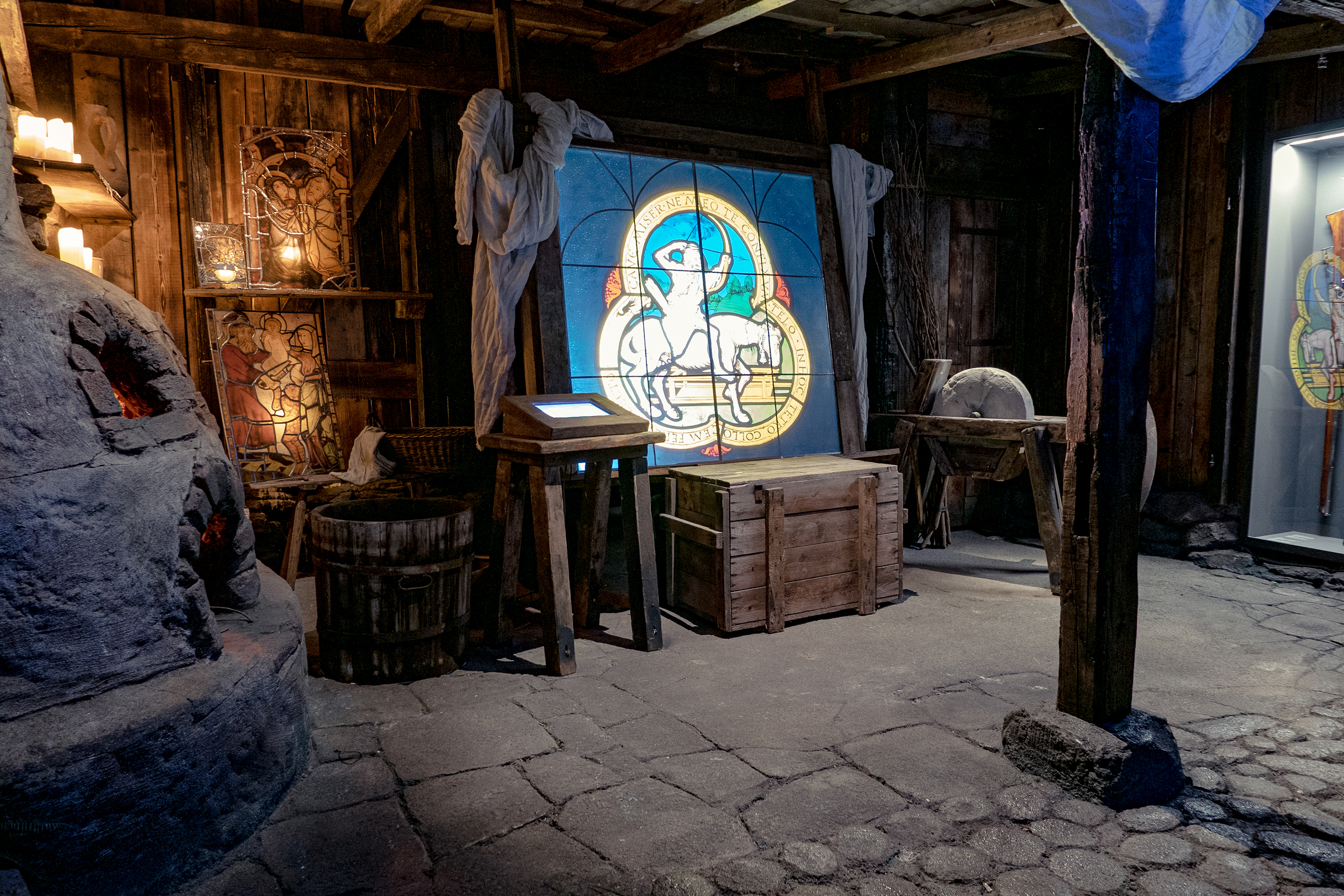
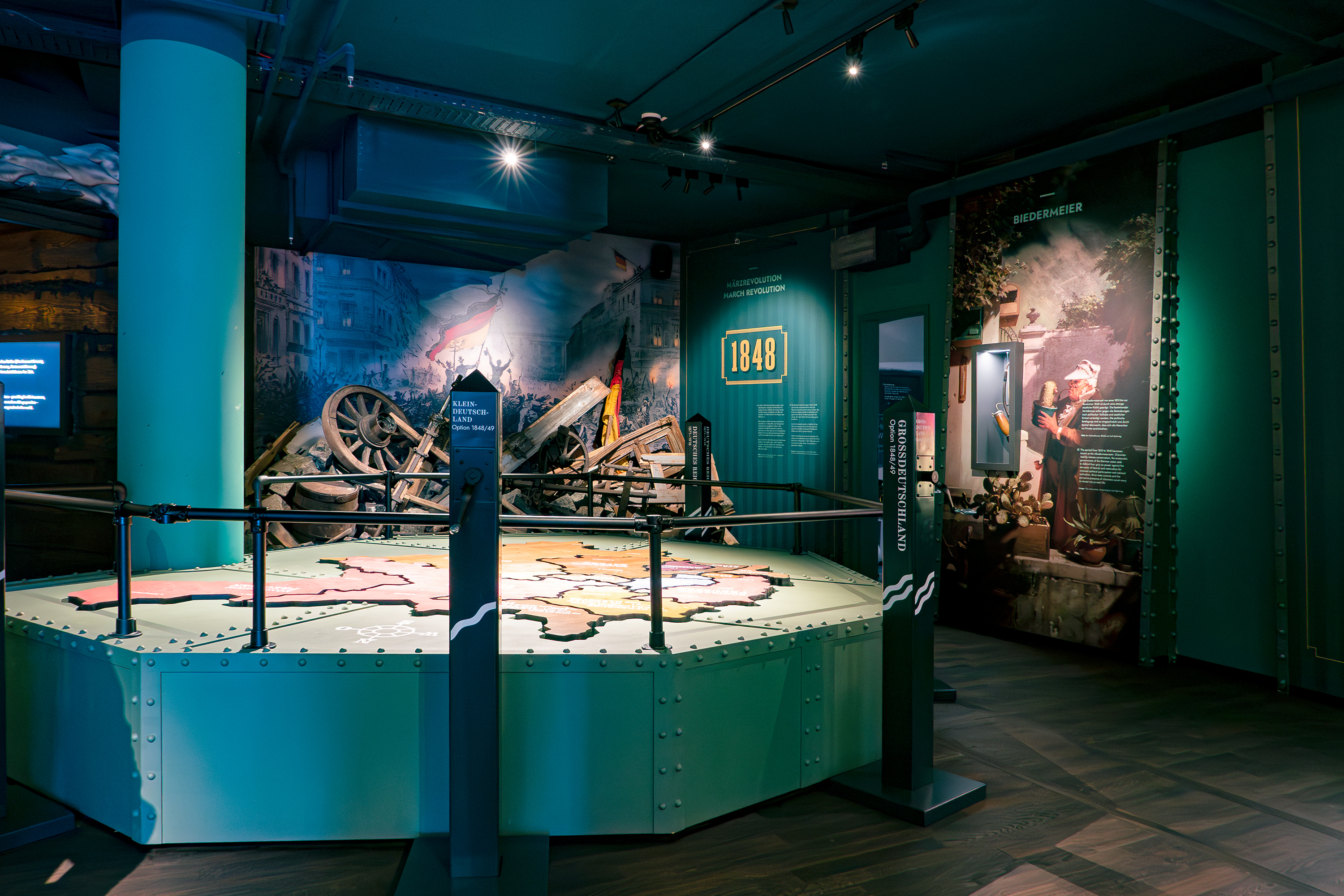
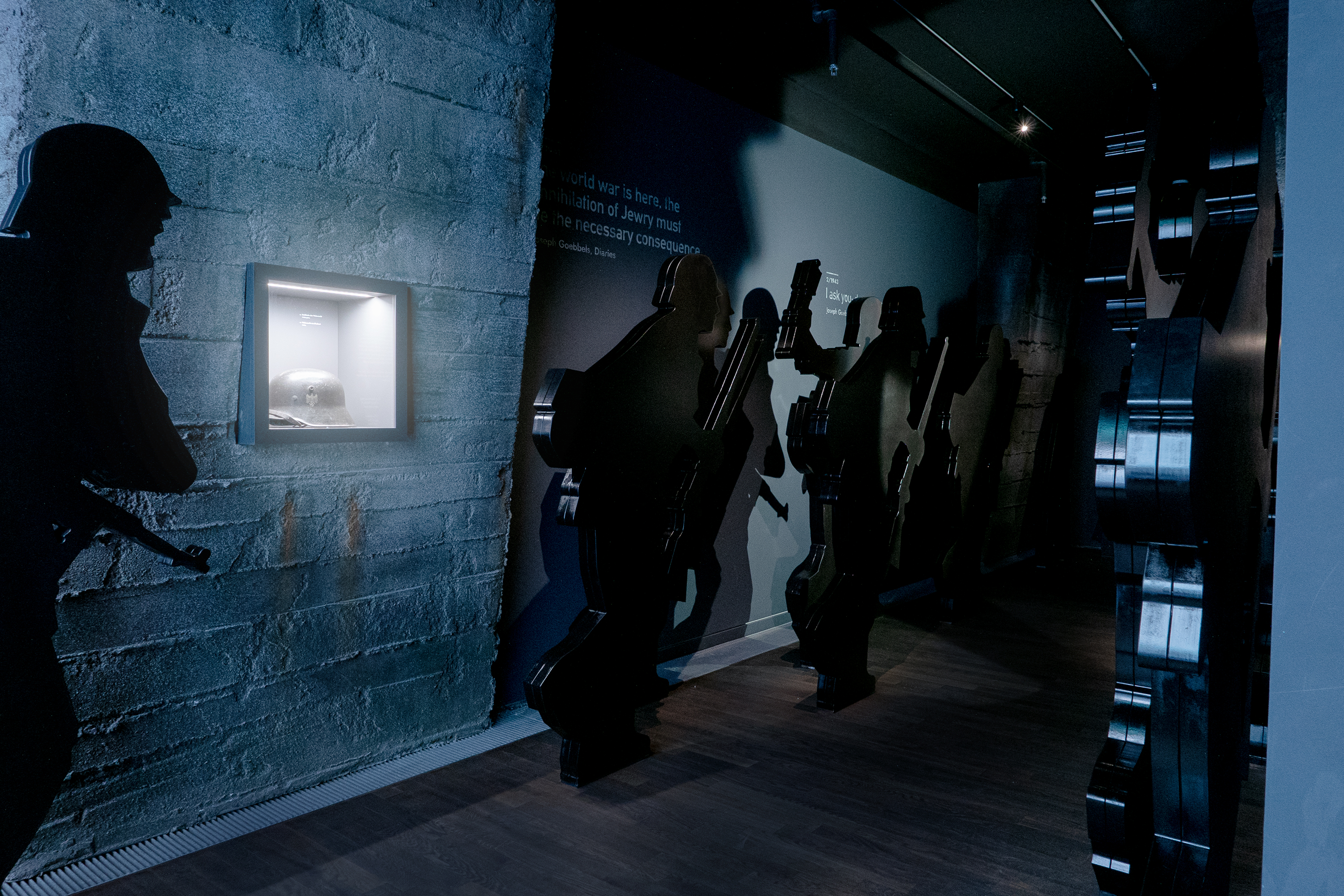
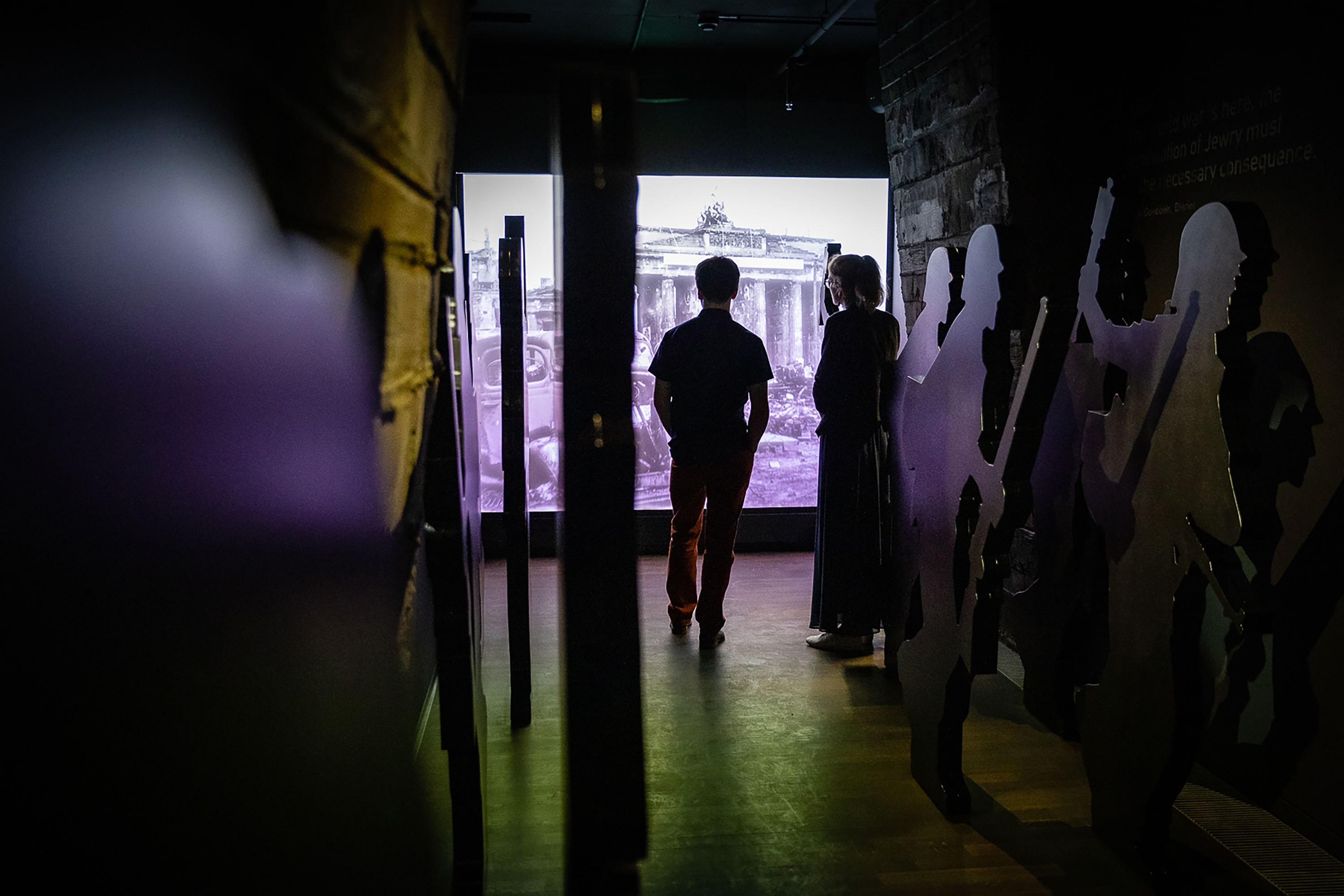
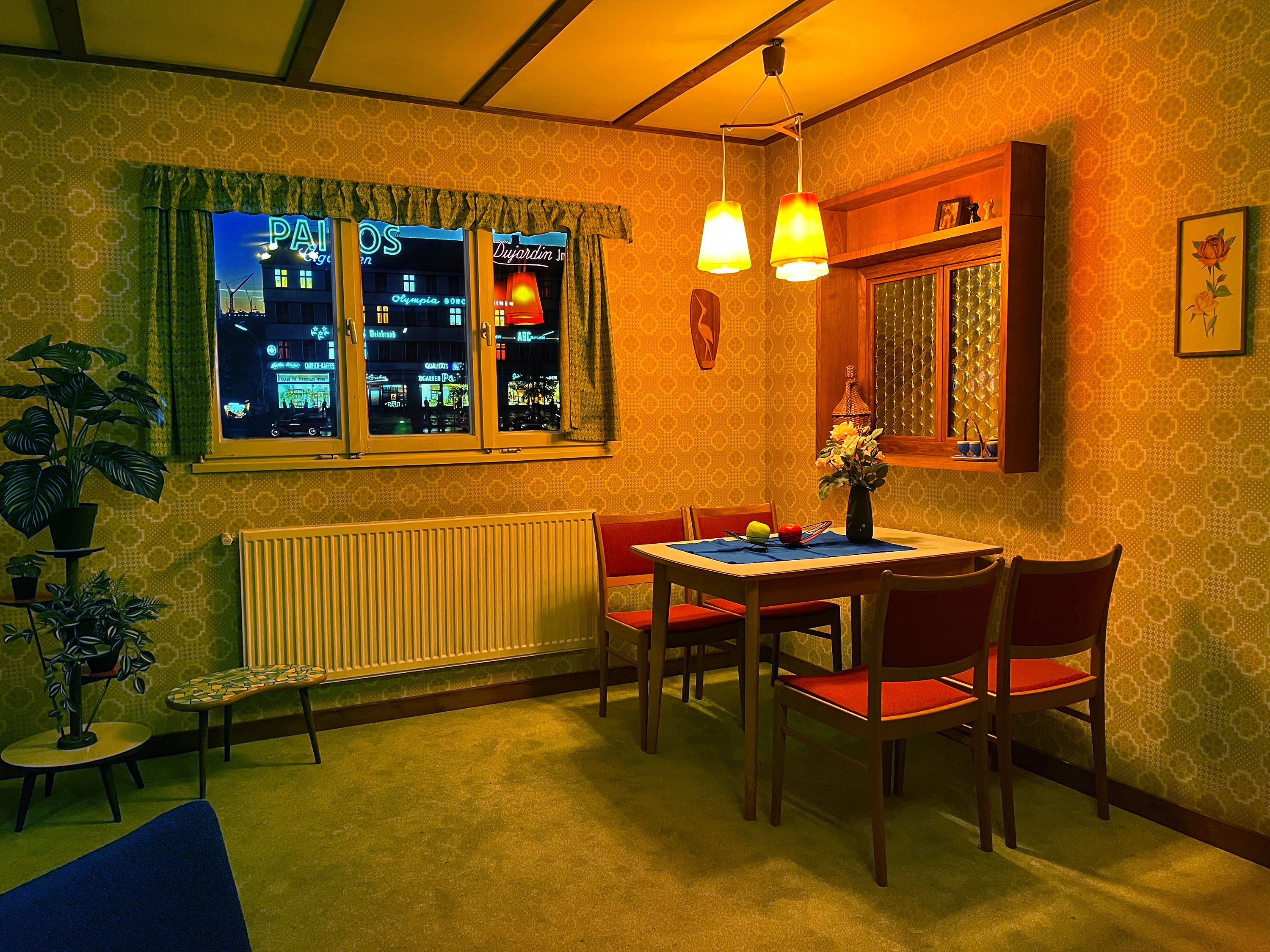
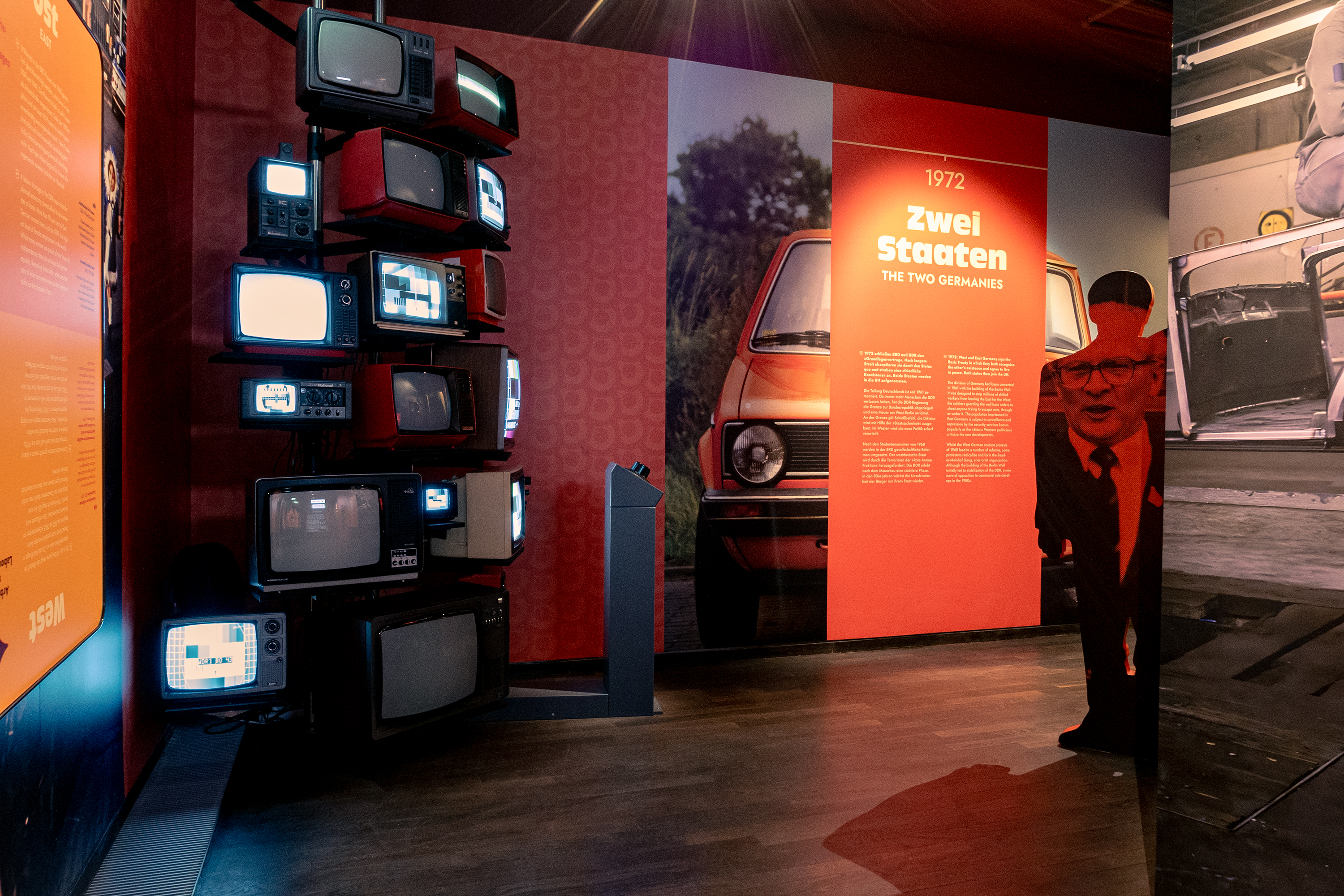
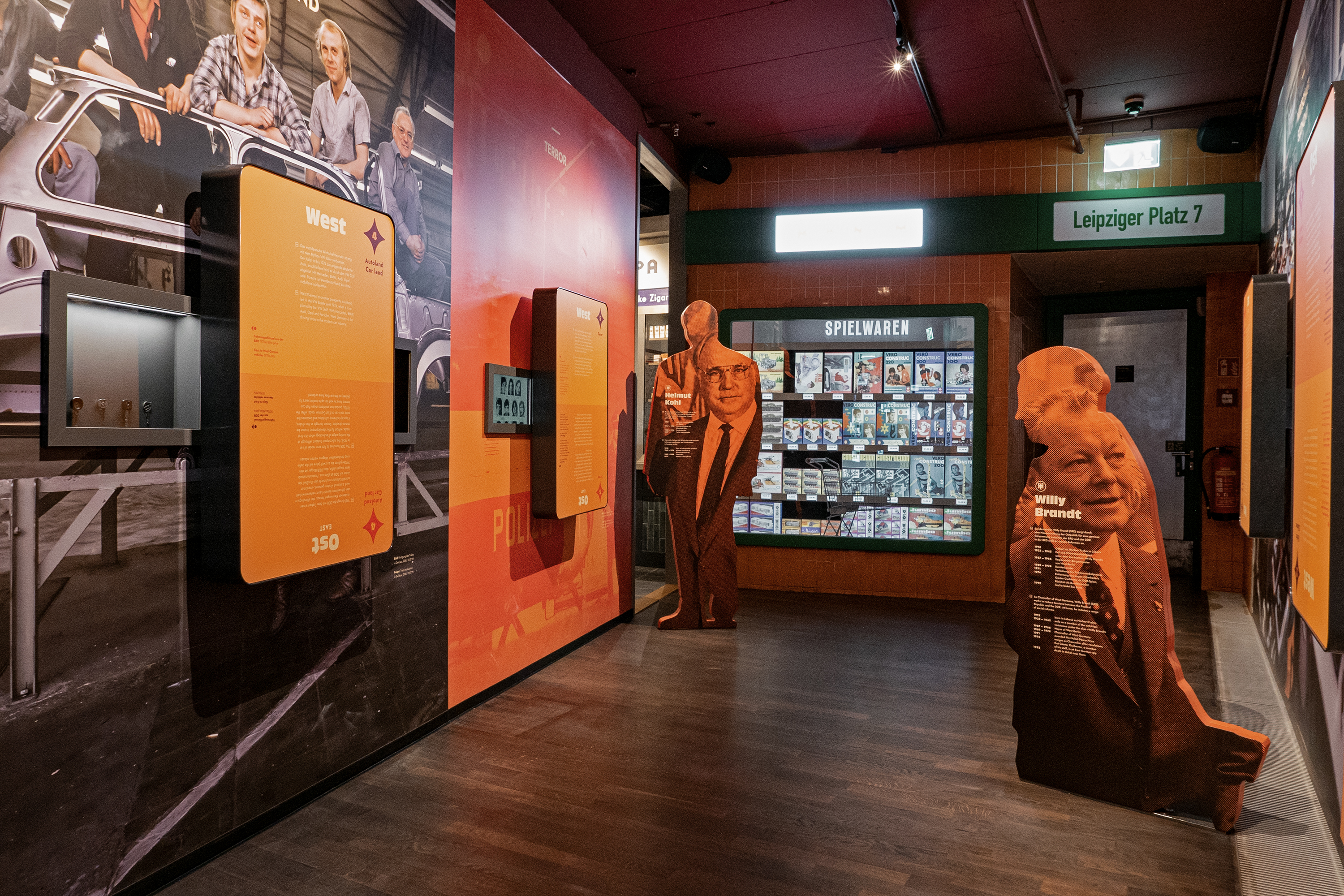
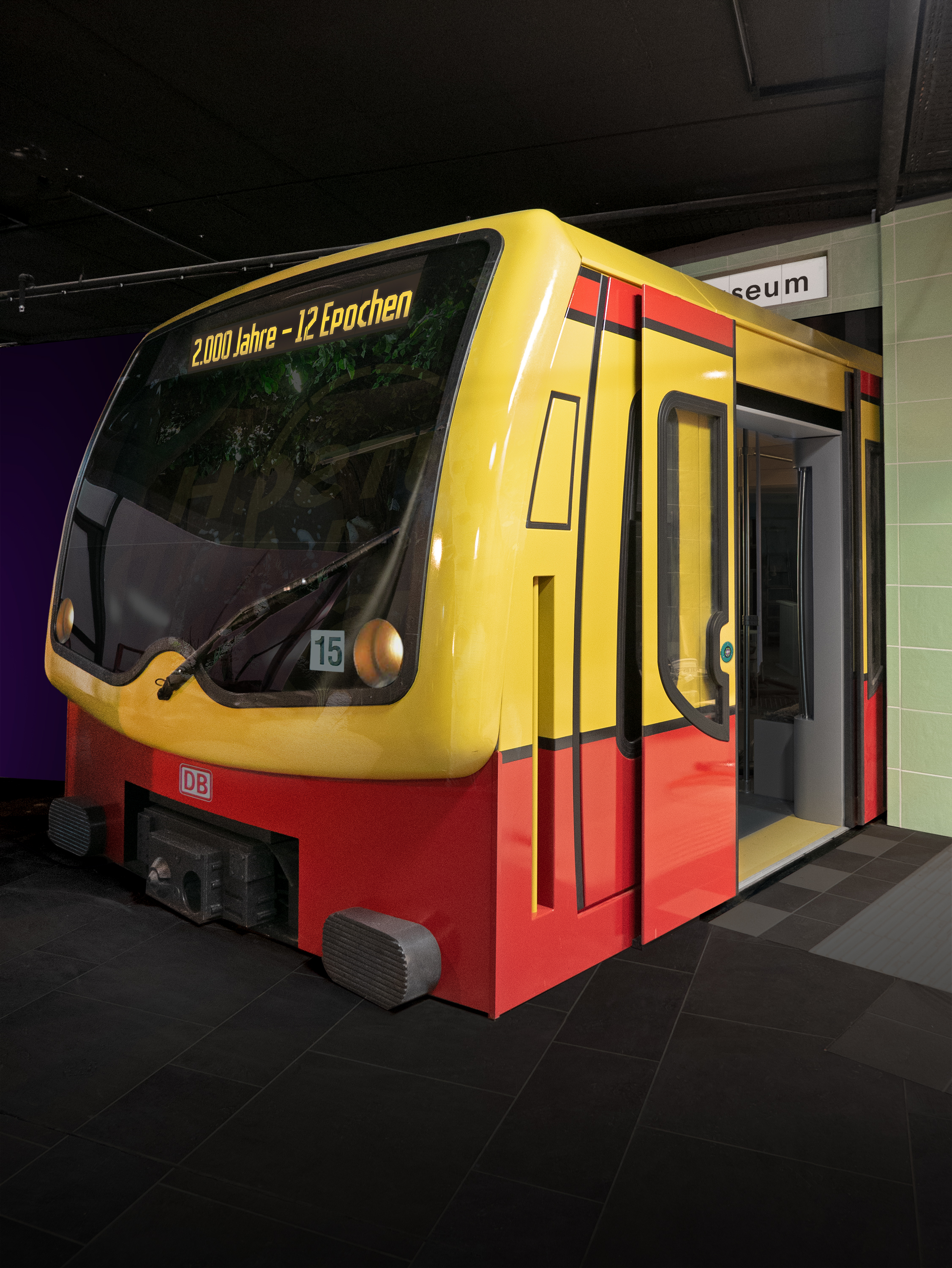